# Kuala Lumpur Challenger 1993
Il Kuala Lumpur Challenger 1993 è stato un torneo di tennis facente parte della categoria ATP Challenger Series nell'ambito dell'ATP Challenger Series 1993. Il torneo si è giocato a Kuala Lumpur in Malaysia dal 3 al 9 maggio 1993 su campi in cemento.

## Vincitori

### Singolare
Gianluca Pozzi ha battuto in finale  Jonas Björkman che si è ritirato sul punteggio di 3-5

### Doppio
Joshua Eagle /  Andrew Florent hanno battuto in finale  Marius Barnard /  Joost Winnink con il punteggio di 6–4, 6–4